# دیستروفی اندوتلیال قرنیه وابسته به کروموزوم ایکس
دیستروفی اندوتلیال قرنیه وابسته به کروموزوم ایکس (انگلیسی: X-linked endothelial corneal dystrophy) یا به‌اختصار «XECD»، یکی از انواع نادر دیستروفی قرنیه است که نخستین بار در سال ۲۰۰۶ میلادی شرح داده شد. این بیماری در چهار نسل از یک خانواده ۶۰ نفری ردیابی شد که ۹ عضو مذکر آن مبتلا و ۳۵ نفر، حامل ژن معیوب بودند و سبب شد تا پژوهشگران، جایگاه ژنی آنرا در بازوی بلند کروموزوم ایکس کشف کنند.
تظاهر این بیماری به‌صورت کدورت شدید قرنیه یا تیره شدن آن است که گاهی از بدو تولد وجود دارد و تغییراتی شبیه حفره‌های کرهٔ ماه بر روی اندوتلیوم قرنیه دیده می‌شود و بافت آن، شیری‌رنگ و شبیه شیشه‌های مات است. در افرادی که تنها حامل ژن معیوب هستند، تنها، تغییرات حفره‌مانند اندوتلیوم قرنیه وجود دارد.
تا سال ۲۰۱۴ میلادی که این مقاله نوشته شده، مبنای ملکولی این بیماری شناخته نشده‌است، اما ۱۸۱ ژن در جایگاه XECD شناسایی شده‌است که تنها ۶۸ عدد از آنها، کُدکنندهٔ پروتئین هستند.